# Racines (film, 2003)
Pour les articles homonymes, voir Racines.
Pour plus de détails, voir Fiche technique et Distribution.
Racines est un film français réalisé par Richard Copans, sorti en 2003.

## Synopsis
Richard Copans part à la recherche de ses origines.

## Fiche technique
- Titre : Racines
- Réalisation : Richard Copans
- Scénario : Richard Copans
- Photographie : Richard Copans
- Montage : Catherine Gouze
- Production : Frédéric Cheret, Richard Copans et Serge Lalou
- Société de production : Les Films d'Ici
- Pays :  France
- Genre : documentaire
- Durée : 99 minutes
- Dates de sortie : 
  - France : 16 avril 2003

## Accueil
Jacques Mandelbaum pour Le Monde décrit le film comme « torturé et joyeux, délicat et déconcertant, pudique et lucide ».